# Grönländische Badmintonmeisterschaft 2004
Die Grönländische Badmintonmeisterschaft 2004 fand Anfang April 2004 in Nuuk statt.

## Finalergebnisse
| Disziplin    | Sieger                            | Finalist                            | Ergebnis          |
| ------------ | --------------------------------- | ----------------------------------- | ----------------- |
| Herreneinzel | Mininnguaq Kleist                 | Tom Nielsen                         | 15-6, 12-15, 15-8 |
| Dameneinzel  | Helene Jansen                     | Pilunnguaq Chemnitz                 | 11-3, 11-0        |
| Herrendoppel | Peri Fleischer Bror Madsen        | Mininnguaq Kleist Asa Kleist        | 15-7, 15-7        |
| Damendoppel  | Tina Ingemann Hansignâraĸ Boassen | Else Høegh Møller Lisa Nathansen    | 15-5, 15-5        |
| Mixed        | Bror Madsen Gitte Absalonsen      | Mininnguaq Kleist Else Høegh Møller | 15-5, 15-9        |